# Palais épiscopal de Montpellier
Le palais épiscopal de Montpellier est un monument historique sis au centre-ville de Montpellier. 

## Histoire
En 1536, le palais de l'évêché s'installe dans le centre-ville de Montpellier, dans le monastère bénédictin Saint-Germain-Saint-Benoît, dont l'église abbatiale devient la cathédrale Saint-Pierre de Montpellier. La Révolution française exproprie l'Église catholique et le bâtiment abrite à partir de 1795 la Faculté de médecine de Montpellier.
Par conséquent, lors de l'instauration du Concordat de 1801, de nouveaux bâtiments (dits « concordataires ») sont affectés à l'évêché de Montpellier. Cet ensemble est détruit en 1936 pour construire la Faculté de lettres, et finalement réaffecté à la Faculté de Droit.
Faisant suite à la Loi de séparation de l'Église et de l'État de 1905 et à l'éviction des bâtiments concordataires qui s'ensuit, la construction d'un nouveau palais épiscopal est décidée par l'évêque de Montpellier Anatole de Cabrières et confiée à Henri Nodet, architecte en chef des monuments historiques. L'érection se fait de 1912 à 1919.
L'édifice est partiellement inscrit au titre des monuments historiques par arrêté du 20 août 2008.
En 2013, l'évêché disposant d'une nouvelle maison diocésaine, un musée d’Art et d’Histoire est envisagé pour occuper une partie du bâtiment.

## Description
Construit dans un esprit historiciste hérité du XIXe siècle, l'édifice s'inscrit parfaitement dans la topographie historique du quartier épiscopal de Montpellier. De style néo-classique, il est — de l'aveu de ses auteurs — fidèle au XVIIIe siècle. 